# Wilhelm Friedrich Gericke
Wilhelm Friedrich Gericke (* 23. September 1823; † 27. September 1873) war ein deutscher Politiker und Bürgermeister der ihrerzeit noch selbständigen Bürgermeisterei Ronsdorf im Landkreis Lennep in der zu Preußen gehörenden Rheinprovinz.
Gerike, aus Wermelskirchen stammend, wurde als Nachfolger von Friedrich Wilhelm Dresel am 10. Oktober 1856 zum Bürgermeister der Stadt Ronsdorf gewählt. Erneut in dieses Amt wurde er am 23. Mai 1868 für eine Amtszeit bis 1876 gewählt und amtierte dann bis zu seinem Tode. Sein Nachfolger als Bürgermeister war Adolf Müller.
Gericke starb 1873, sein Grab befindet sich auf dem evangelisch-reformierten Friedhof Staubenthaler Straße.

## Auszeichnungen und Ehrungen
- Ehrenbürger der Stadt Ronsdorf[2]
- Sein Grab gilt als Ehrengrab und wird von der Wuppertaler Stadtverwaltung gepflegt.[2]